# 아스미 리오
아스미 리오(일본어: 明日海りお, 1985년 6월 26일 ~ )는 다카라즈카 가극단・하나구미에 소속하는 전 남역(톱스타)이다. 시즈오카현 시즈오카시출신. 시즈오카 후타바 중학교출신. 키 169 cm. 혈액형은 B형. 애칭은 「미리오」, 「사유미시」, 「미리링」이다.
소속 기획사는 켄온이다.

## 약력
- 2001년, 다카라즈카 음악학교에 입학. 89기생. 동기생으로는 유메사키 네네（퇴단 후 아카네 나나로 개명, 전 호시구미 톱 여역）노조미 후토, 렌죠 마코토, 미야 루리카, 이치조 아즈사、시라하나 레미, 나기나 루우미, 나나미 히로키 등이 있다.
- 2003년, 다카라즈카 가극단에 입단. 입단 시의 성적은 49명중 8번째.[1]。츠키구미공연 『꽃의 다카라즈카 풍토기／시뇨르・돈 팡』으로 데뷔 후, 같은 해 5월 22일[1], 유메사키、시라하나 등과 같이 츠키구미에 배속된다. 그 해, 『장미의 봉인』신인 공연에서 당시의 스타이던츠키후네 사라라의 역할을 담당하게 되어 , 노래하는 부분도 하게 되었다.
- 2008년, 바우・워크숍 『호프만 이야기』로 다카라즈카 바우 홀 첫 주연. 같은 해, 『ME AND MY GIRL』에서는 당시의 두번째 주연 여역이던 시로사키 아이와 역할 바꿈 공연으로 재키 역을 연기 하였다. 또한, 해당 공연의 신인 공연에서 처음으로 신인 공연 주인공 역을 연기 했다.
- 2009년, 『엘리자벳』에서, 루돌프 역과 슈테판 역을 역할 바꿈으로 연기하고, 신인 공연 에서는 주인공인 토드를 연기 하였다. 같은 해, 가극단의 2008년도 상, 신인상을 수상.
- 2010년、『THE SCARET PIMPERNEL』에서는, 쇼 브랜 역과 아르망 역을 류 마사키와 역할 바꿈으로 연기 했다. 같은 해 10월 POND'S의 전속 모델로 동기생인 노조미, 렌죠, 미야, 나기나와 함께 발탁되었다.
- 2011년, 가극단의 2010년도 상, 노력상을 수상. 같은 해, 『앨리스의 연인 -Alice in Underground Wonderland-』에서, 처음으로 바우 홀 공연을 단독으로 주연 하였다.
- 2012년 4월 23일, 류 마사키의 츠키구미 톱스타 취임에 따라 준 톱스타에 취임. 류 마사키의 톱스타 취임 피로 공연인 『로미오와 줄리엣』 공연에서 로미오와 티볼트 두 역을, 이듬해 정월 공연인 『베르사이유의 장미－오스칼과 앙드레편－』에서는 오스칼과 앙드레 두 역을 류 마사키와 역할 바꿈으로 연기하였다.
- 2013년 1월부터 미츠이 스미토모 VISA카드의 이미지 캐릭터 계약을 맺었다. 같은 해 3월 25일부로 하나구미로 이동. 제 21회 요미우리 연극 대상 중간 선고회 여우상 베스트5에 『베르사이유의 장미 −오스칼과 앙드레 편−』으로 노미네이트되었다.[2]. 같은 해, 가극단의 2013년도 상, 우수상을 수상.
- 2014년 5월 12월, 하나구미톱스타로 취임. 다카라즈카 대극장 피로 공연은 『엘리자벳』. 상대역은 선임란쥬 토무에 이어 란노 하나가 맡았고, 란노 하나의 퇴단 후 카노 마리아를 맞이하였다.
- 2015년 8월, 제 2회 타이완공연『베르사이유의 장미 -페르젠과 마리 앙투아네트 편-』／『다카라즈카 환상곡（다카라즈카 환타지아）』을 공연.[3]
- 같은 해 시즈오카현 관광 친선대사에 취임.[4]
- 같은 해, 『신 겐지이야기』에 대한 연기가 평가되어,헤이세이 27년도（제 70회）문화청 예술제 연극부문 칸사이 참가 공연 부문에서 신인상 수상.[5]
- 2016년, 가극단의 2015년도상, 특별상을 수상.
- 2017년, 카노 마리아의 퇴단으로 상대역에 센나 아야세를 맞이하였다.
- 2019년, 센나 아야세의 퇴단으로 인해 4번째 상대역으로 하나 유우키를 맞이하였다.

같은 해 11월 24일, 「A Fairy Tale －푸른 장미의 정령－／샬룸!」의 도쿄공연 천추락을 끝으로 다카라즈카 가극단을 퇴단하였다.
헤이세이 원년 이후의 톱스타로써는 재임기간이 5년 반이며 와오 요우카와 유즈키 레온의 뒤를 잇는 3번째로 긴 기록이며, 대극장 주연 공연 12작품은(준 톱스타 시절 포함) 헤이세이 원년 이후에 퇴단한 톱스타로서는 사상 최대이다.
2020년 새해 첫날부로 켄온 소속이 되어 예능 활동을 개시. 톱스타 출신으로서는 아마미 유키 이후 두번째로 소속되었다.

## 인물 및 에피소드
예명은 밝게 미래를 향해 나아가는 느낌의 이름을 가족과 함께 생각했다. 「리오」는 울림이 좋아서 선택한 이름이다.
외동딸이며, 1세때부터 수영을 배웠고, 3세때부터 발레, 4세부터는 피아노와 습자를 배웠다.
중학 3학년 시절 발레 교실의 친구에게서 빌린 마코토 츠바사주연의 츠키구미공연 『LUNA-달의 전언-／BLUE・MOON・BLUE』의 비디오를 보고
다카라즈카 가극에 빠지게 된다. 비디오를 보고 난 다음날 가족여행으로 방문한 홍콩에서는 다카라즈카에 대한 생각들이 머릿속을 떠나지를 않아서 식욕을 잃어 말라서 귀국하였다고 한다.
부모님께 [[다카라즈카 음악
학교]]의 입시 시험을 치르겠다고 말하자, 하나 뿐인 딸이 부모 품을 떠나서 엄격한 예술의 세계에 들어가는 것을 엄청나게 반대 당했다. 삼일 밤낮을 방에 틀어박혀 울기만 하고, 결국에는 열이 나 앓아 누운 모습을 보고, 「그 정도라면 시험 쳐 보거라」라며 수험을 허락받았다.
예술에 조예는 깊었지만, 다카라즈카에 들어가는 것을 양친이 반대하였다. 엄격한 학교였던 것도 있어, 입시학원에 다니는 것을 계속하면서 음악학교의 수험준비를 진행하여, 수험 사실을 친구 그 어느 누구에게도 알리지 않았다.
라디오 방송『비바! 다카라젠느』의 애청자 선물에 응모하자 티켓에 당첨되어, 수험 직전에 어머니와 함께 츠키구미 다카라즈카 대극장 공연 『젠다 성의 포로／재즈 마니아』로 처음으로 관극 하였다.
특기는 「유연제 구분하기」로, 섬유유연제를 좋아해서 여러 종류의 유연제를 모으고 있기 때문에, 스쳐 지나가는 사람으로부터 나는 향기로 유연제의 종류를 알 수 있다.

## 주요 무대 출연

### 초무대 공연
- 2003년 4월 - 5월, 『꽃의 다카라즈카 풍토기／시뇨르・돈・팡』

### 츠키구미시대
- 2003년 6월 - 8월, 『꽃의 다카라즈카 풍토기／시뇨르 돈・팡』
- 2003년 9월, 바우홀・일본청년관 공연『눈물의 다리 웃는얼굴의 다리』 분시치
- 2003년 11월 - 2004년3월, 『장미의 봉인』신인공연：앙리（본역：츠키후네 사라라）
- 2004년 4월, 바우홀・일본청년관 공연『사랑스러운 사람이여－사랑스러운 사람이여－』 린 손카
- 2004년 6월 - 10월, 『비조석영(飛鳥夕映え)－소가노 이루카－／다카라즈카 현란II』 구라츠쿠리（어린시절）, 신인공연：카츠라기와카이누카이노무라지아미타（본역：시키 에리오）
- 2004년 11월, 바우홀 공연 『THE LAST PARTY』 ASUMI
- 2005년 2월 - 5월 『엘리자벳 - 사랑과 죽음의 론도 - 』 신인공연：루돌프 황태자의 어린시절(본역：아야나 오토)
- 2005년 7월, 바우홀 공연 『BourbonStreet Blues』 스마일／월레스
- 2005년 9월 - 12월, 『JAZZY한 요정들／Revue of Dreams』 신인공연：믹（본역：츠키후네 사라라）
- 2006년 2월, 바우홀 공연 『상부연(想夫恋)』 후지와라노 타카후사
- 2006년 5월 - 8월 『새벽의 로마／레・비쥬・브리언』 푸블리우스・카스카, 신인공연：마이클 안토니우스（본역：키리야 히로무）
- 2006년 10월 전국 투어『황혼의 자줏빛 꽃』오오토모 황자
- 2007년 1월 - 4월 『파리의 하늘보다 높게／판타지・댄스』 장, 신인공연：조르쥬 쟈케（본역：오오조라 유히）
- 2007년 4월, 세나 준 디너 쇼 『EL VIENTO』
- 2007년 5월 - 6월, 전국 투어 『달 레이크의 사랑』 라디온
- 2007년 8월 - 11월 『MAHOROBA／마술사의 우울』 신인공연：볼디쟈르（본역：키리야 히로무）
- 2008년 1월, 바우 워크숍 『호프만 이야기』호프만（1월 2일 - 13일） ＊바우 워크숍 첫 주연／뮤즈 니클라우스（1월 19일 - 29일）
- 2008년 3월 - 7월 『ME AND MY GIRL』 재키／소피아（역할바꿈）, 신인공연：윌리엄 스나입슨（빌）（본역：세나 준）　＊신인공연 첫 주연
- 2008년 8월, 하카타좌 공연 『ME AND MY GIRL』 재키／제랄드（역할바꿈）
- 2008년11월 - 09년2월, 『겐지 이야기 꿈의 부교／Apasionado!!』 고노미야, 신인공연：니오우노미야（본역：세나 준）　＊신인공연 주연
- 2009년 3월 바우홀 공연 『두 사람의 귀공자』 아사이트　＊류 마사키와 바우 W주연
- 2009년 5월 - 8월 『엘리자벳』 루돌프／슈테판（역할바꿈）, 신인공연：토드（본역：세나 준）　＊신인공연 주연
- 2009년 10월 - 12월 『라스트 플레이／Heat on Beat!』 막시밀리안, 신인공연：아리스테아（본역：세나 준）　＊신인공연 주연
- 2010년 2월, 중일극장 공연 『유카리코／Heat on Beat!』 카네이 사다츠구
- 2010년 4월 - 7월 『THE SCARLET PIMPERNEL』 쇼 블랑／아르망（역할바꿈）
- 2010년 9월 - 11월, 『집시 남작／Rhapsodic Moon』 오토카르
- 2010년 12월 - 11년 1월, 드라마시티・일본청년관 공연 『STUDIO 54』 Z－BOY（작）
- 2011年3月 - 5月、『장미 나라의 왕자／ONE －내가 사랑한 것은…－』 가신（호랑이）
- 2011년 7월 - 10월, 『알제의 남자／Dance Romanesque』 앙리 글로델
- 2011년 11월 - 12월, 바우홀・일본청년관 공연『앨리스의 연인 -Alice in Underground Wonderland-』 루이스 캐롤 ＊바우 주연
- 2012년 2월 - 4月, 『에드워드 8세－왕관을 건 사랑－/Misty Station－안개의 종착역－』 고드프리 토마스
- 2012년 4월 - 5월, 아스미 리오 디너쇼 『Z-LIVE』　＊첫 디너쇼
- 2012년 7월 - 9월 『로미오와 줄리엣』 티볼트／로미오（류 마사키와의 역할바꿈）
- 2012년 10월, 바우홀・일본청년관 공연 『봄의 눈』 마츠가에 키요아키　＊바우 주연
- 2013년 1월 - 3월 『베르사이유의 장미－오스칼과 앙드레편 -』 오스칼/앙드레(류 마사키와의 역할바꿈）

### 하나구미 시대
- 2013년 6월 - 7월, 도큐 시어터 오브 공연 『전국BASARA－사나다 유키무라편－』 우에스기 겐신
- 2013년 8월 - 11월, 『사랑과 혁명의 시－안드레아 셰니에－／Mr. Swing!』 카를로 제라르
- 2013년 11월, 아스미 리오 디너 쇼 『ASUMIC ADVANCE』
- 2014년 2월 - 5월, 『라스트 타이쿤 - 할리우드의 황제, 불멸의 사랑 -／TAKARAZUKA ∞ 몽현(夢眩)』 팻 브래디

### 하나구미 톱스타 시대
- 2014년 6월, 중일극장 공연 『베르사이유의 장미 - 페르젠과 마리 앙투아네트편』 한스 악셀 폰 페르센
- 2014년 8월 - 11월 『엘리자벳 - 사랑과 죽음의 론도 -』 토드
- 2015년 1월 도쿄 국제 포럼공연 『Ernest in Love』 어니스트（잭）
- 2015년 3월 - 6월, 『카리스타 바다에 안겨서／다카라즈카 환상곡』 샤를 빌누브 드 리베르터（카를로 빌라니）
- 2015년 7월 - 8월, 우메다 예술극장・타이완 국가 희극원 공연 『베르사이유의 장미 - 페르젠과 마리 앙투아네트편 -／ 다카라즈카 환상곡』 한스 악셀 폰 페르센
- 2015년 10월 - 12월, 『신 겐지이야기 ／ Melodia -뜨겁고 아름다운 선율-』 히카루 겐지
- 2016년 2월 - 3월, 우메다 예술극장・중일극장 공연『Ernest in Love』 어니스트（잭）
- 2016년 4월 - 7월 『ME AND MY GIRL』 빌
- 2016년 9월, 전국 투어 『가면의 로마네스크／Melodia -뜨겁고 아름다운 선율-』 발몽 자작
- 2016년 11월 - 2월, 『설화초／금색의 사막』 기
- 2017년 3월 - 4월, 전국투어 『가면의 로마네스크 / EXCITER!!2017』
- 2017년 6월 - 8월, 『야마토국의 바람 / Santé!!』 타케히코
- 2017년 10월, 『한나의 꽃집 －Hanna's Florist－』（아카사카 ACT 시어터） 크리스 요한슨
- 2018년 1월 - 3월, 『포의 일족』 에드거 포츠넬 *예정
- 2018년 5월, 『[[황혼의 자줏빛 꽃 (다카라즈카 가극)|황혼의 자줏빛 꽃／Santé!!～최고급 와인을 당신에게～』(하카타좌)
- 2018년 7월～10월, 『MESSIAH −이문 ・ 아마쿠사 시로−／BEAUTIFUL GARDEN −백화현란−』 아마쿠사 시로 토키사다
- 2018년 11월～12월 『Delight Holiday』(마이하마 안피 시어터)※예정
- 2019년 2월～4월 『CASANOVA』 자코모 카사노바
- 2019년 6월, 『사랑하는 ARENA』(공연장 : 요코하마 아리나)※예정
- 2019년 8월〜11월 『A Fairy Tale − 푸른 장미의 정령／샬룸!』＊퇴단공연 ※예정

## 주요 TV 출연
- 2013년 5월 19일, 『다카라즈카 가극 100년의 사랑』（TBS방송국）
- 2013년 6월 7일, 『TAKE FIVE〜우리들은 사랑을 훔칠 수 있을까〜』제 8화（TBS방송국）본인 역
- 2014년 10월 6일, 『SMAP×SMAP』(후지테레비 계열）

## 텔레비전 CM출연
- VJA/미츠이 스미토모 카드 「미래에서의 메세지 편」（2013년 11월 14일 - ）